# Досталь, Нико

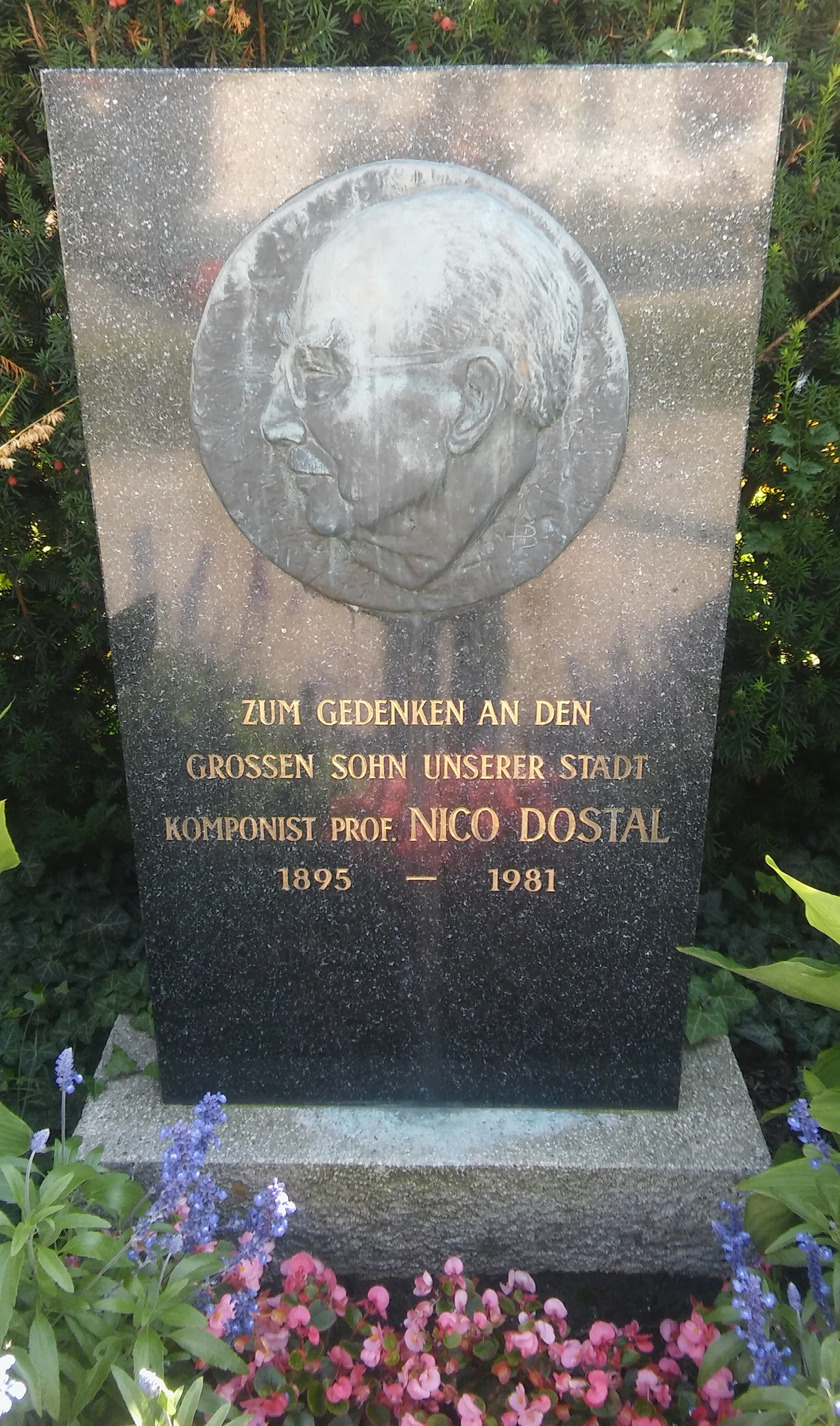
Памятник Досталю в Корнойбурге

Нико́ До́сталь (полное имя: Николаус Йозеф Михаэль Досталь, нем. Nikolaus Josef Michael Dostal, 27 ноября 1895—27 октября 1981) — австрийский композитор, автор оперетт и музыки к кинофильмам. Считается последним из знаменитых композиторов венской оперетты. Он также сочинял симфоническую музыку и песни для кинофильмов. Наиболее известны его оперетты «Кливия», «Моника» и «Венгерская свадьба».

## Биография
Досталь с детства увлекался музыкой, возможно, под влиянием дяди-музыканта Германа. Изучал право в Венском университете, но затем принял окончательное решение посвятить себя музыке и поступил в расположенную неподалёку Академию церковной музыки (Клостернойбург).
В годы Первой мировой войны Досталь работал капельмейстером в различных австрийских театрах. В 1924 году переселяется в Берлин, пишет музыку для первых звуковых фильмов. Первый крупный успех принесла Досталю оперетта «Кливия» (1933). В годы правления нацистов Досталь написал ещё несколько оперетт и музыку к различным кинокомедиям. В 1942 году женился на оперной певице Лилли Клаус (Lillie Claus), их единственный сын Роман стал дирижёром.
В 1946 году Досталь вернулся из разрушенного войной Берлина в Австрию — сначала в Вену, потом в Зальцбург. Кроме популярной музыки, пишет и церковную. Скончался в 1981 году, похоронен на главном кладбище Зальцбурга.

## Почести и награды
- 1965: Австрийский почётный знак «За науку и искусство» I класса
- 1965: Почётное кольцо города Корнойбург
- 1965: Почётное кольцо города Зальцбург
- 1969: Кольцо Пауля Линке (Paul-Lincke-Ring)
- 1971: Премия Нижней Австрии в области культуры (Niederösterreichischer Kulturpreis|Kulturpreis der niederösterreichischen Landesregierung)
- 1972: Орден «За заслуги перед Федеративной Республикой Германия»
- 1980: Кольцо земли Зальцбург (Ring des Landes Salzburg)
- 1980: Почётное гражданство города Зальцбург

Изображен на почтовой марке Австрии 1995 года.

## Творчество

### Оперетты
- Die exzentrische Frau, 1922 (Эксцентричная женщина)
- Lagunenzauber, 1923 (Магия лагун)
- Clivia, 1933 (Кливия)
- Die Vielgeliebte, 1934 (Многолюб)
- Prinzessin Nofretete, 1936 (Принцесса Нефертити)
- Extrablätter, 1937 (Экстренный выпуск)
- Monika, 1937 (Моника)
- Die ungarische Hochzeit, 1939 (Венгерская свадьба)
- Die Flucht ins Glück, 1940 (Полёт в счастье)
- Die große Tänzerin, 1942 (Великая танцовщица)
- Eva im Abendkleid, 1942 (Ева в вечернем платье)
- Manina, 1942 (Манина)
- Verzauberte Herzen, 1946 (Очарованные сердца)
- Ein Fremder in Venedig, 1946 (Незнакомец в Венеции)
- Süße kleine Freundin, 1949 (Милая подружка)
- Zirkusblut, 1950 (Цирковая кровь)
- Der Kurier der Königin, 1950 (Курьер королевы)
- Doktor Eisenbart, 1952 (Доктор Айзенбарт)
- Der dritte Wunsch, 1954 (Третье желание)
- Liebesbriefe Operette, 1955 (Оперетта любовных писем)
- So macht man Karriere, 1961 (Как сделать карьеру)
- Rhapsodie der Liebe, 1963 (Рапсодия любви)
- Der goldene Spiegel (Золотое зеркало)
- Don Juan und Figaro oder Das Lamm des Armen, 1990 (Дон Жуан и Фигаро, или агнец бедняка)

### Фильмография
- Jedem seine Chance, 1930
- Drei Tage Mittelarrest, 1930
- Kopfüber ins Glück, 1931
- Kaiserwalzer, 1933
- Fiakerlied, 1936
- Der Optimist, 1938
- Mordsache Holm, 1938
- 13 Stühle, 1938
- Heimatland, 1939
- Das Lied der Wüste, 1939
- Die Geierwally, 1940
- Schwarz auf weiß, 1943
- Glück bei Frauen, 1944
- Kind der Donau, 1950
- Frühling auf dem Eis, 1951
- Das Herz einer Frau, 1951
- Seesterne, 1953
- Eine Nacht in Venedig, 1953
- Die Ungarische Hochzeit, 1969
- Ein Walzer zu zweien (телефильм), 1975